# Ōita
Ōita (大分市?, Ōita-shi) è una città giapponese, capoluogo dell'omonima prefettura di Ōita, situata nella parte nord-orientale dell'isola di Kyūshū.
Ōita è la città più popolosa della sua prefettura, conta quasi 500 000 abitanti (se si considera anche l'area metropolitana si arriva a circa 700000) con una densità abitativa di 953 persone/km². Circa il 40% della popolazione della prefettura risiede nel capoluogo.

## Storia
Anticamente la zona attorno al castello si chiamava Funai (府内 Funai) e la zona dell'attuale prefettura era detta Bungō (豊後国 Bungō no kuni). 
In seguito prese il nome di Ōkita (大分郡 Ōkita no kohari), mutato poi nella forma attuale dal Tennō Keikō (景行天皇 Keikō Tennō) in visita presso la città.
Durante il periodo Kamakura la città e il territorio circostante divennero feudo del clan Ōtomo.
Nel periodo Sengoku ebbe un notevole sviluppo commerciale (soprattutto con Cina e Portogallo) sotto il governo degli Ōtomo, in particolare con Sōrin Ōtomo (大友宗麟), daimyō cristiano che introdusse la cultura occidentale (a Funai infatti è stato costruito il primo ospedale di tipo occidentale). In seguito alla sconfitta di Sōrin Ōtomo da parte di Iehisa Shimazu (島津家久) e all'incendio dell'area di Funai, la città conobbe un rapido declino.
Successivamente Nagataka Fukuhara (福原長堯) fece edificare il castello di Funai, opera poi continuata da Shigetoshi Takenaka (竹中重利), che gettò così le basi per la prosperità del luogo.
Durante l'era Meiji, in cui si passò da un sistema feudale ad uno moderno di tipo occidentale, Ōita divenne capoluogo dell'omonima prefettura accorpando villaggi circostanti. Nel 1920 la popolazione era di 43 150 persone. Negli anni '50, con una popolazione leggermente inferiore a 100 000 persone, poco meno di Miyazaki, era seconda solo a Saga fra i capoluoghi prefetturali minori del Kyūshū (ad eccezione di Okinawa). Fra le città giapponesi, Ōita ha avuto una crescita fra le più rapide negli ultimi 40 anni del XX secolo.
A partire dagli anni '60 c'è stato un forte sviluppo dell'industria siderurgica, che ne ha favorito la crescita come città industriale. In seguito si sono sviluppate le industrie chimiche ed elettroniche. Da allora la popolazione è aumentata notevolmente: nel 1963 era di circa 210 000 persone, nel 1970 di 260.000, negli anni '80 arrivò a 360.000 e negli anni '90 superò i 400 000 abitanti.
Dal primo gennaio 2005, le cittadine di Saganoseki e Notsuharu sono state fatte confluire nella municipalità di Ōita. Attualmente Ōita è la quinta città del Kyūshū per numero di abitanti dopo Fukuoka, Kitakyūshū, Kumamoto e Kagoshima.

## Geografia fisica

### Territorio
Attraversata dai fiumi Ōita (大分川 Ōita-gawa) e Ōno (大野川 Ōno-gawa), si affaccia sulla baia di Beppu (別府湾  Beppu-wan), che è parte del mare interno di Seto (瀬戸内海 Setō naikai). Il centro cittadino si trova ad ovest della foce del fiume Ōita.
In prossimità di Beppu si trova la riserva naturale del monte Takasaki (高崎山自然動物園 Takasaki yama shizen dōbutsu-en, situata sul monte omonimo, in cui si può ammirare il macaco giapponese nel suo habitat originario.

### Clima
Il clima è subtropicale umido, tipico delle zone circostanti il mare interno di Setō, con estati calde e umide e inverni freddi. La temperatura media è di 16,4 °C, con piovosità media di 1644,6 mm.
| Dati meteo                   | Mesi  | Mesi  | Mesi  | Mesi  | Mesi  | Mesi  | Mesi  | Mesi  | Mesi  | Mesi  | Mesi  | Mesi  | Stagioni | Stagioni | Stagioni | Stagioni | Anno    |
| Dati meteo                   | Gen   | Feb   | Mar   | Apr   | Mag   | Giu   | Lug   | Ago   | Set   | Ott   | Nov   | Dic   | Inv      | Pri      | Est      | Aut      | Anno    |
| ---------------------------- | ----- | ----- | ----- | ----- | ----- | ----- | ----- | ----- | ----- | ----- | ----- | ----- | -------- | -------- | -------- | -------- | ------- |
| T. max. media (°C)           | 10,5  | 11,1  | 14,1  | 19,3  | 23,5  | 26,5  | 30,6  | 31,8  | 28,0  | 22,9  | 17,9  | 13,1  | 11,6     | 19,0     | 29,6     | 22,9     | 20,8    |
| T. media (°C)                | 6,2   | 6,9   | 9,7   | 14,5  | 18,8  | 22,4  | 26,5  | 27,3  | 23,9  | 18,6  | 13,4  | 8,5   | 7,2      | 14,3     | 25,4     | 18,6     | 16,4    |
| T. min. media (°C)           | 2,2   | 2,7   | 5,4   | 9,9   | 14,5  | 18,9  | 23,2  | 23,8  | 20,5  | 14,5  | 9,1   | 4,1   | 3,0      | 9,9      | 22,0     | 14,7     | 12,4    |
| Precipitazioni (mm)          | 45,4  | 65,2  | 112,1 | 129,3 | 150,3 | 273,8 | 252,5 | 172,2 | 219,5 | 120,9 | 69,1  | 34,4  | 145,0    | 391,7    | 698,5    | 409,5    | 1 644,7 |
| Nevicate (cm)                | 1     | 0     | 0     | 0     | 0     | 0     | 0     | 0     | 0     | 0     | 0     | 0     | 1        | 0        | 0        | 0        | 1       |
| Umidità relativa media (%)   | 62    | 63    | 66    | 67    | 70    | 76    | 77    | 75    | 75    | 71    | 69    | 64    | 63       | 67,7     | 76       | 71,7     | 69,6    |
| Ore di soleggiamento mensili | 150,1 | 148,9 | 164,8 | 186,0 | 187,3 | 146,2 | 183,6 | 207,3 | 154,2 | 168,0 | 149,0 | 156,6 | 455,6    | 538,1    | 537,1    | 471,2    | 2 002,0 |

## Luoghi di interesse

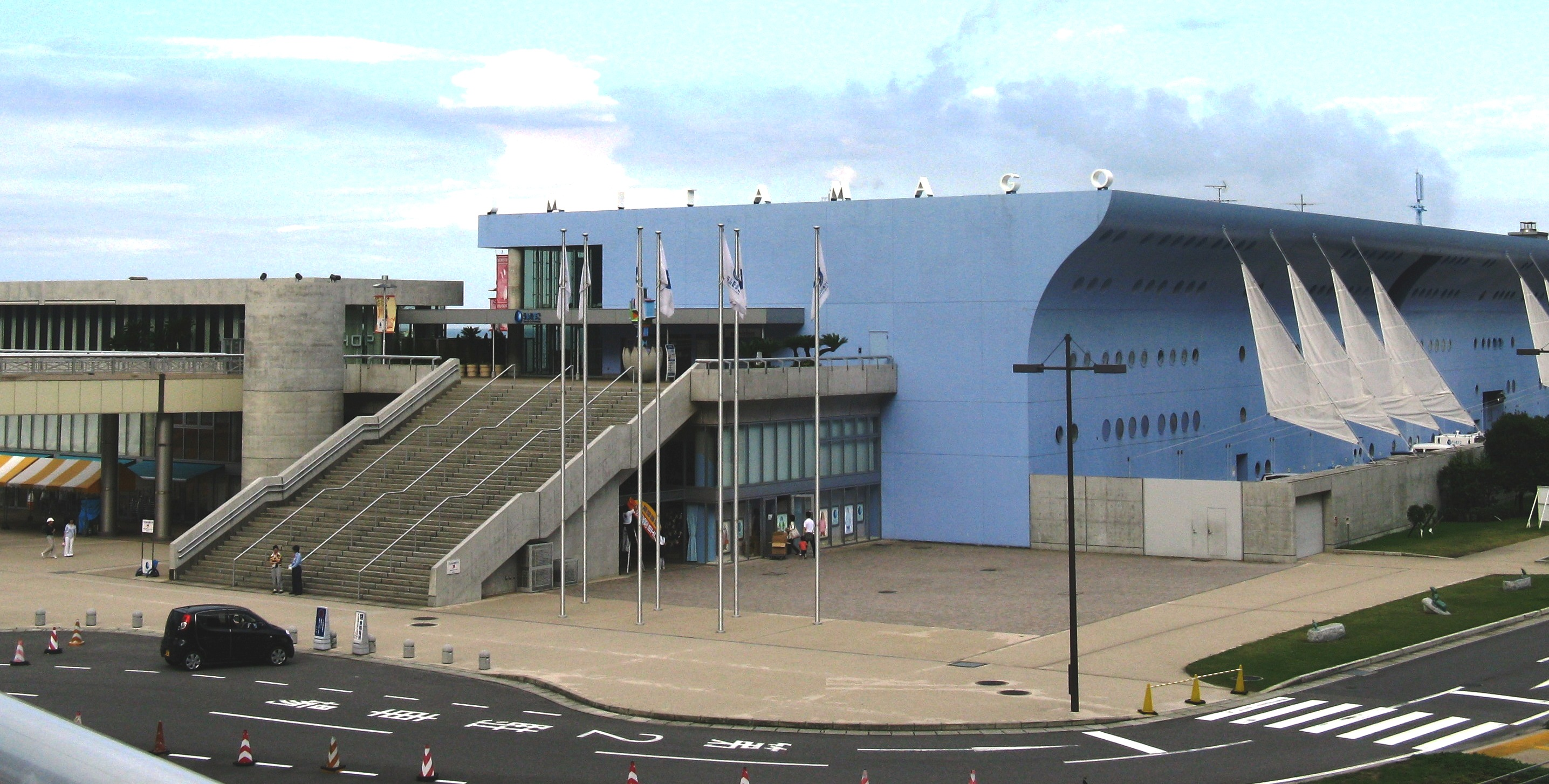
Acquario Marine Palace di Ōita, noto anche come "Umi Tamago"

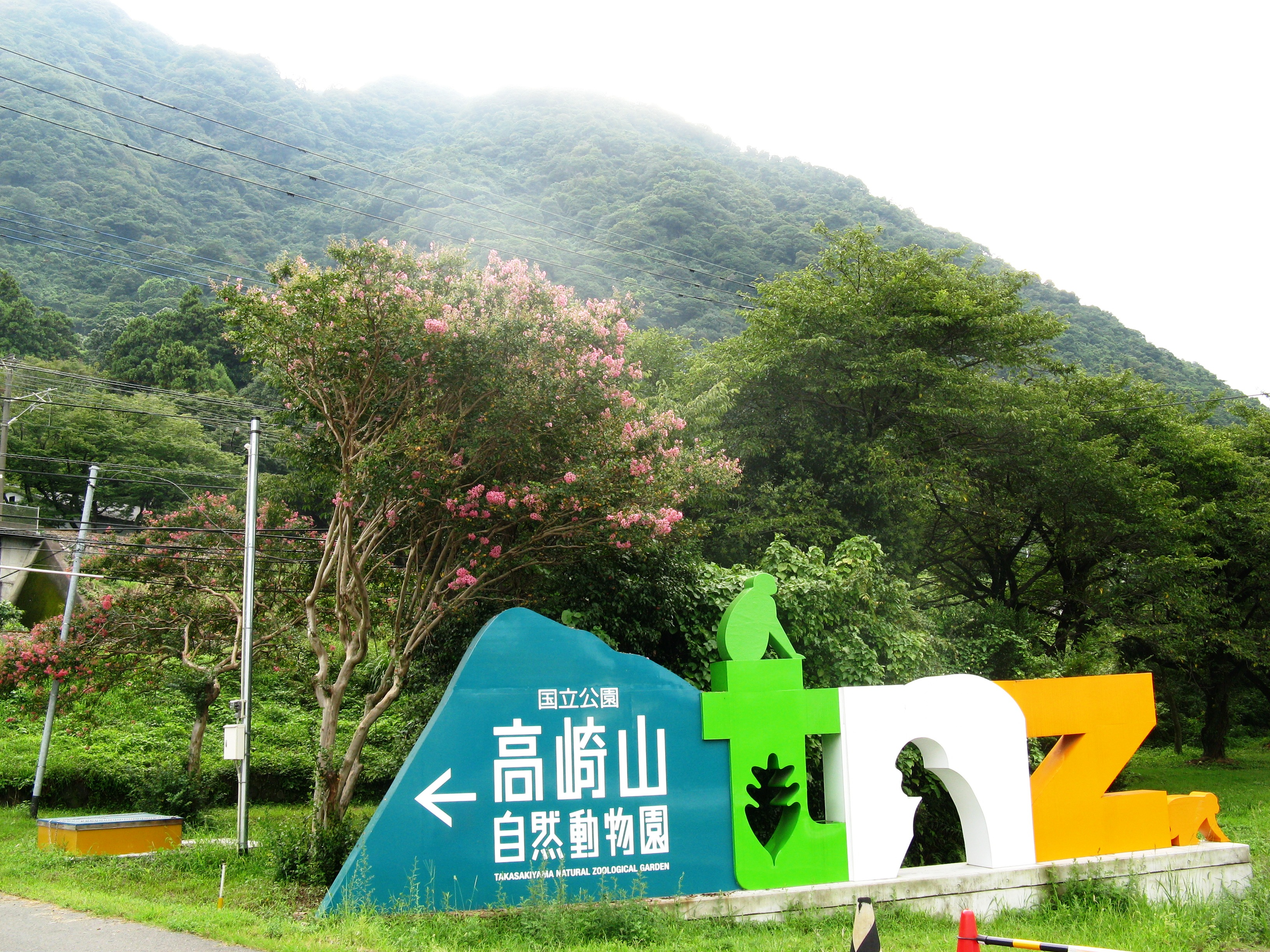
Monte Takasaki

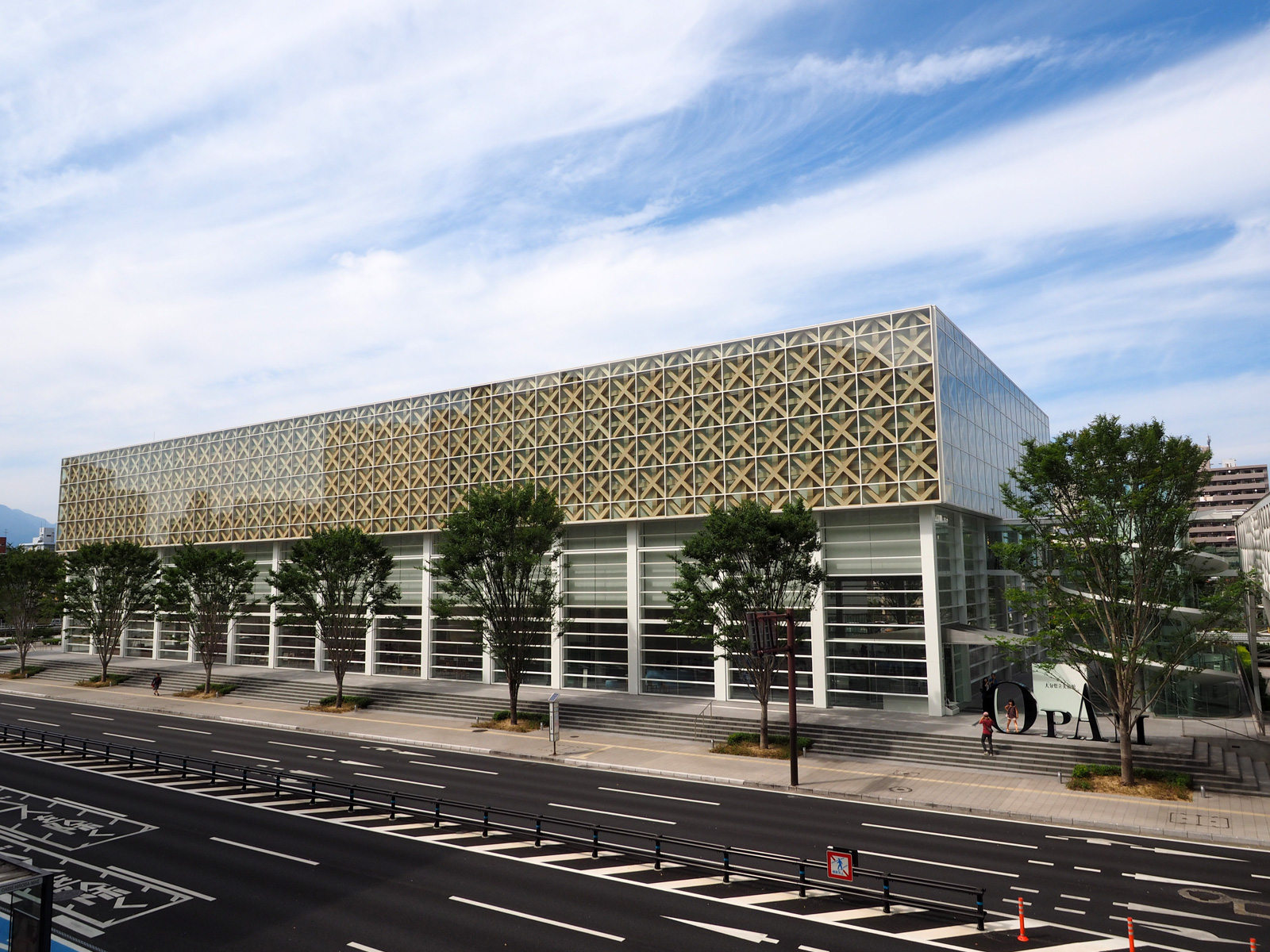
Museo prefetturale di belle arti di Ōita

Il monte Takasaki (高崎山 Takasaki yama), situato fra Ōita e Beppu è famoso in quanto ospita un parco per il macaco giapponese, la riserva naturale del monte Takasaki (高崎山自然動物園 Takasaki yama shizen dōbutsu-en).
All'entrata di questa riserva c'è l'acquario "Marine Palace" di Ōita (大分マリーンパレス水族館 Ōita marīn paresu suizokukan), noto anche come "Uovo marino" (うみたまご Umi Tamago).
Il 24 aprile 2015 è stato inaugurato il museo prefetturale di belle arti di Ōita (大分県立美術館 Ōita Kenritsu Bijutsukan, detto anche OPAM), sviluppato su tre piani
Nel centro della città vi sono molti negozi e grandi magazzini, i più importanti sono Tokiwa, Parco, Frespo Kasugaura, e D Plaza.
In periferia ci sono anche centri commerciali quali il Tokiwa Wasada Town e il Park Place Ōita, in seguito alla cui apertura si è registrato un netto calo della clientela presso i negozi del centro cittadino, penalizzati principalmente dalla scarsità di parcheggi.
Per la festa di Tanabata, che qui si celebra il 7 agosto anziché il 7 luglio come nel resto del Giappone, ha luogo una sfilata di carri allegorici lungo la via principale della città, accompagnata da gruppi di ballerini.
Durante tali festeggiamenti c'è anche un'esibizione con fuochi artificiali lungo il fiume Ōita, sulle cui rive si radunano gli spettatori con largo anticipo per poter fare un pic-nic al tramonto e quindi assistere allo spettacolo pirotecnico con l'arrivo delle tenebre.
Al di fuori della città si possono ammirare montagne, villaggi in riva al mare e località rinomate per i loro onsen.
Ōita è anche famosa per il Fugu, alimento a base di pesce palla che deve essere preparato da professionisti specializzati ed abilitati in quanto alcune sue parti sono velenosissime a causa della tetrodotossina.
Il Toriten è un'altra famosa pietanza di questa città.

## Infrastrutture e trasporti

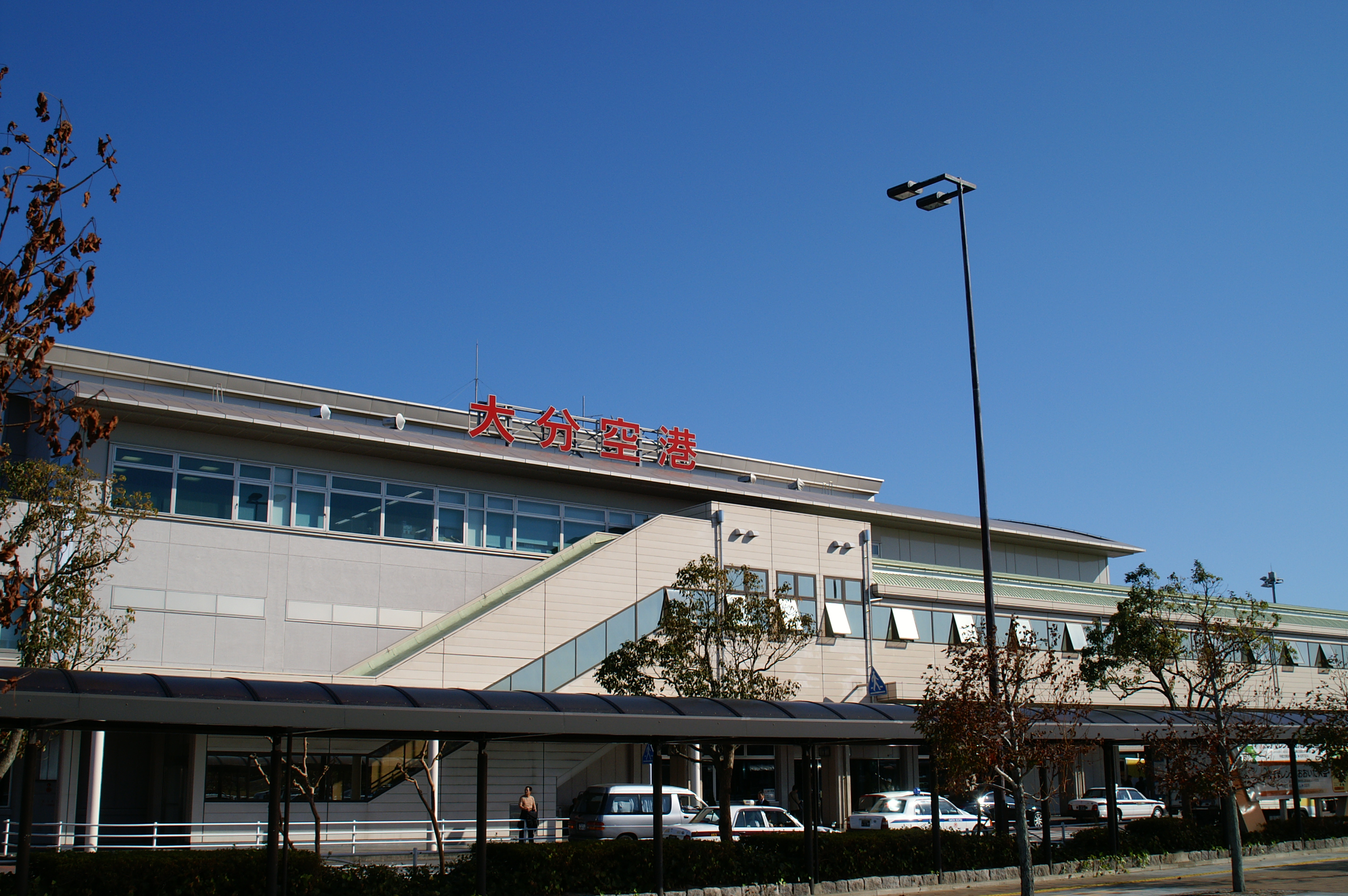
Aeroporto di Ōita

Il nodo ferroviario principale è la stazione di Ōita (大分駅), dove passano le linee Nippō, Kyudai e Hohi della JR Kyushu.
Le compagnie in servizio sono Sonic (fra Hakata e Ōita), Nichirin (fra Hakata e Miyazaki), Yufuin-no-mori e Yufu (fra Hakata e Beppu), Trans-Kyushu Limited Express (fra Beppu e Hitoyoshi).
Il 23 aprile 2015 è stato inaugurato all'interno della stazione l'Ōita AMU Plaza (アミュプラザおおいた Amyu Puraza Ōita), centro commerciale con ristoranti, sala giochi, cinema multisala e onsen.
il principale mezzo di trasporto in città è l'autobus, gestito da due società: l'Ōita Bus Company (大分バス株式会社 Ōita basu kabushiki kaisha) copre le strade cittadine. L' Ōita Kotsu Company (大分交通株式会社 Ōita kotsū kabushiki kaisha) copre le zone a nord della città.
Queste due compagnie gestiscono anche i collegamenti sulle lunghe distanze, soprattutto con le altre città del Kyūshū (Fukuoka, Kumamoto, Nagasaki, Kagoshima) ma anche con città quali Ōsaka, Nagoya e altre.
L'aeroporto di Ōita è situato nei pressi della località di Kunisaki, a circa 60 km dal centro cittadino. Per raggiungerlo c'è un servizio di pullman apposito che parte dalla stazione ferroviaria di Ōita ed effettua varie fermate lungo il percorso. Al momento le uniche alternative sono i taxi o le vetture private.
I voli sono principalmente per destinazioni nazionali: Tokyo (Narita e Haneda), Ōsaka (Kansai e Itami, Nagoya.
L'unico volo internazionale è, al momento, Seul (Incheon).
Le linee in servizio sono JAL, ANA, IBEX, Solaseed Air, Jetstar Japan, T'way airlines.
L'autostrada di Ōita e quella del Kyūshū orientale percorrono la città.
Le strade statali 10, 57, 197, 210, 217 e 442 sono importanti arterie stradali
Molte navi (soprattutto commerciali) attraccano al porto cittadino per poi dirigersi verso il Kansai e Shikoku.
La Ferry Sunflower Company organizza collegamenti overnight fra Ōita e Kōbe e fra Beppu e Ōsaka.

## Amministrazione

### Gemellaggi
- Obihiro, dal 1992
- Austin, dal 1990
- Wuhan, dal 1979
- Canton, dal 1997
- Aveiro (Portogallo), dal 1978